# أليس دواير
أليس دواير (لغة إنجليزية; Alice Dwyer) ممثلة وفنانة المانية من مواليد برلين 1[ ؟ ] كانون الثاني 1988.
<ref>

## اعمالها
| Year | Title                   | Role          | Notes |
| ---- | ----------------------- | ------------- | ----- |
| 2002 | Baby                    |               |       |
| 2003 | Distant Lights          |               |       |
| 2004 | Peas at 5:30            |               |       |
| 2010 | A Quiet Life            |               |       |
| 2011 | Remembrance             |               |       |
| 2013 | The Girl with Nine Wigs | Saskia Ritter |       |

## وصلات خارجية
- أليس دواير على موقع IMDb (الإنجليزية)
- أليس دواير على موقع ميتاكريتيك (الإنجليزية)
- أليس دواير على موقع روتن توميتوز (الإنجليزية)
- أليس دواير على موقع ألو سيني (الفرنسية)
- أليس دواير على موقع أول موفي (الإنجليزية)
- أليس دواير على موقع ديسكوغز (الإنجليزية)
- أليس دواير على موقع قاعدة بيانات الفيلم (الإنجليزية)
- أليس دواير على موقع ليتربوكسد (الإنجليزية)
- أليس دواير على موقع كينوبويسك (الروسية)
- أليس على موقع imdb